# Zabrdica
Zabrdica (Servisch: Забрдица) is een plaats in de Servische gemeente Valjevo. De plaats telt 462 inwoners (2002).

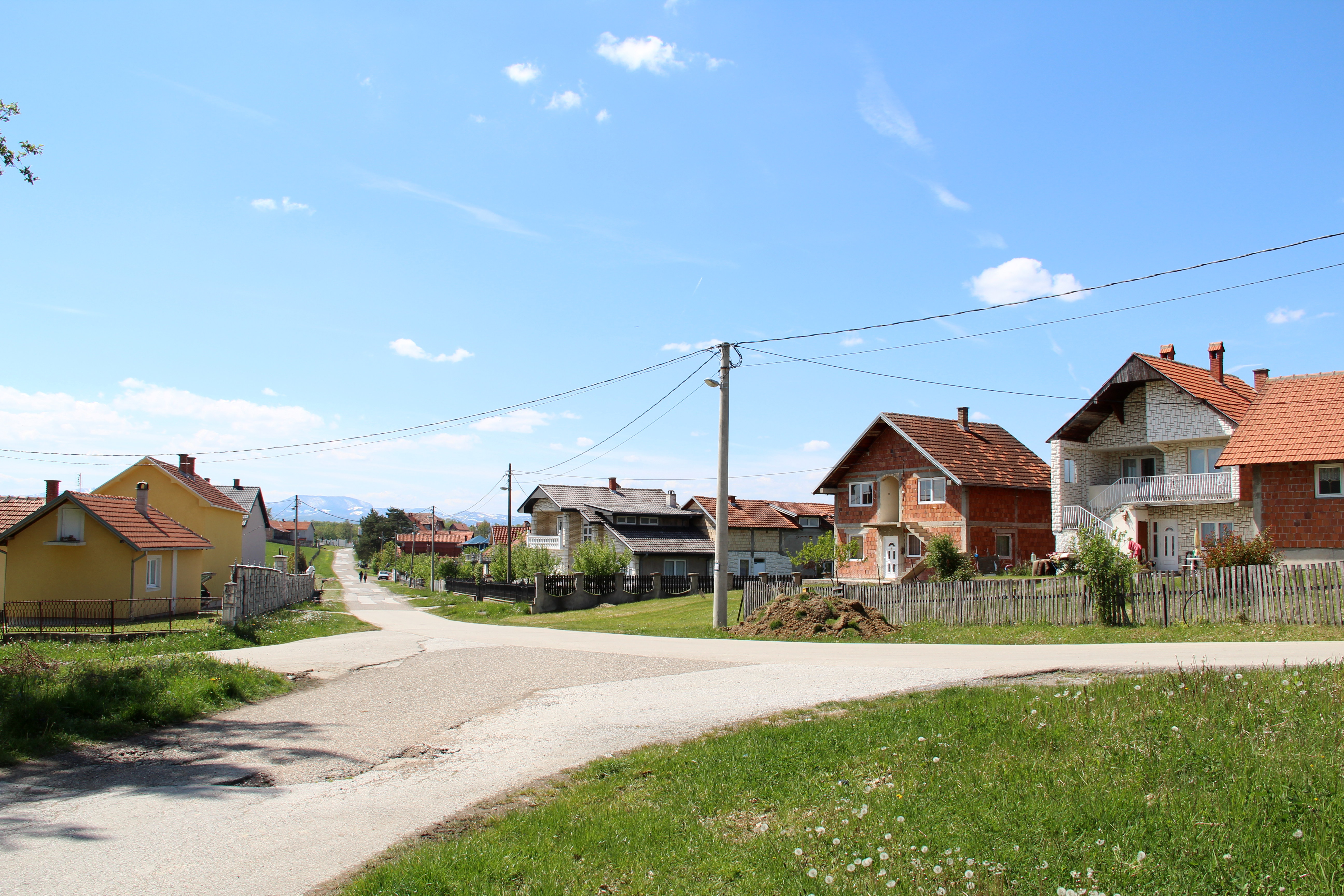
Zabrdica village - panorama
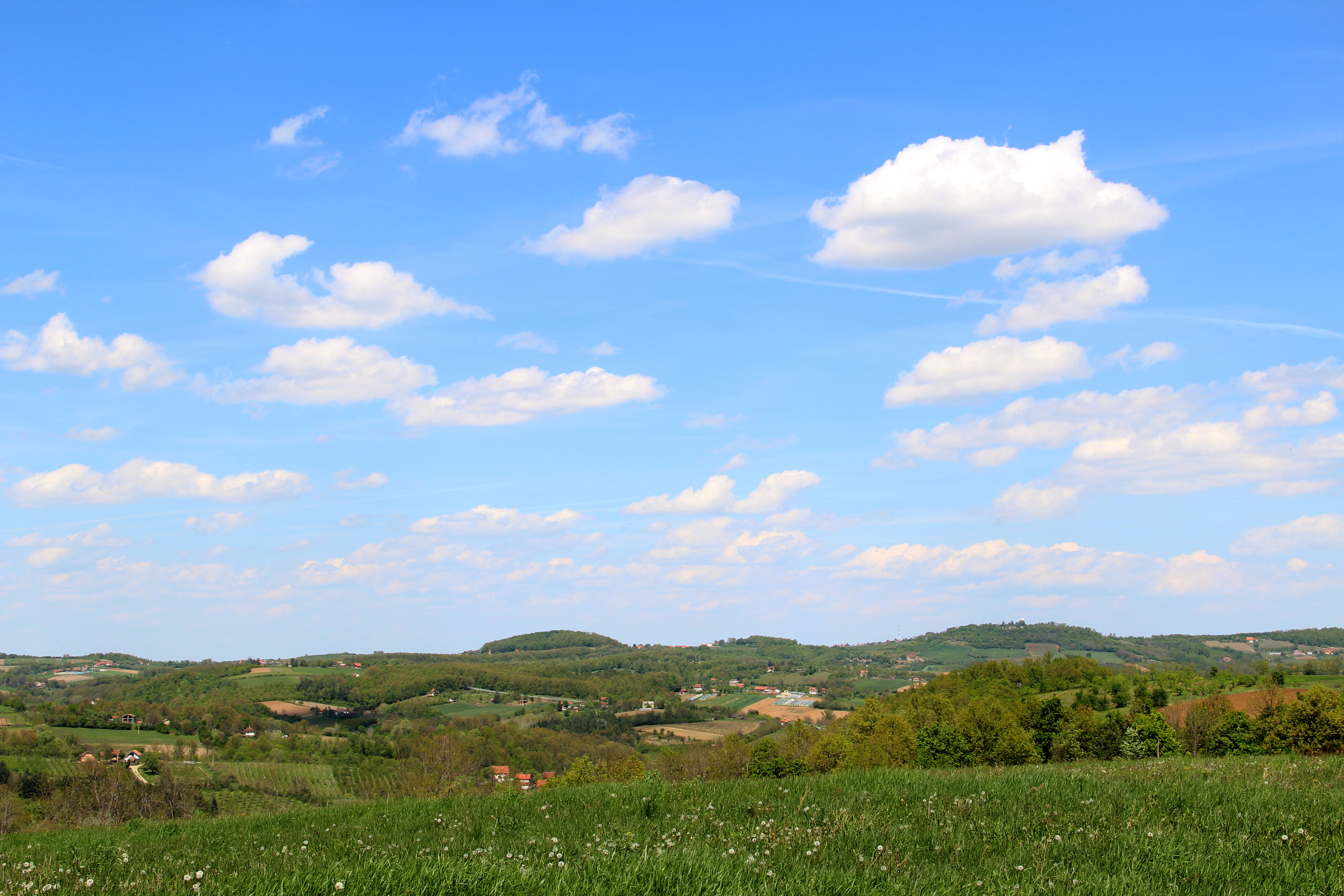
Zabrdica village - panorama
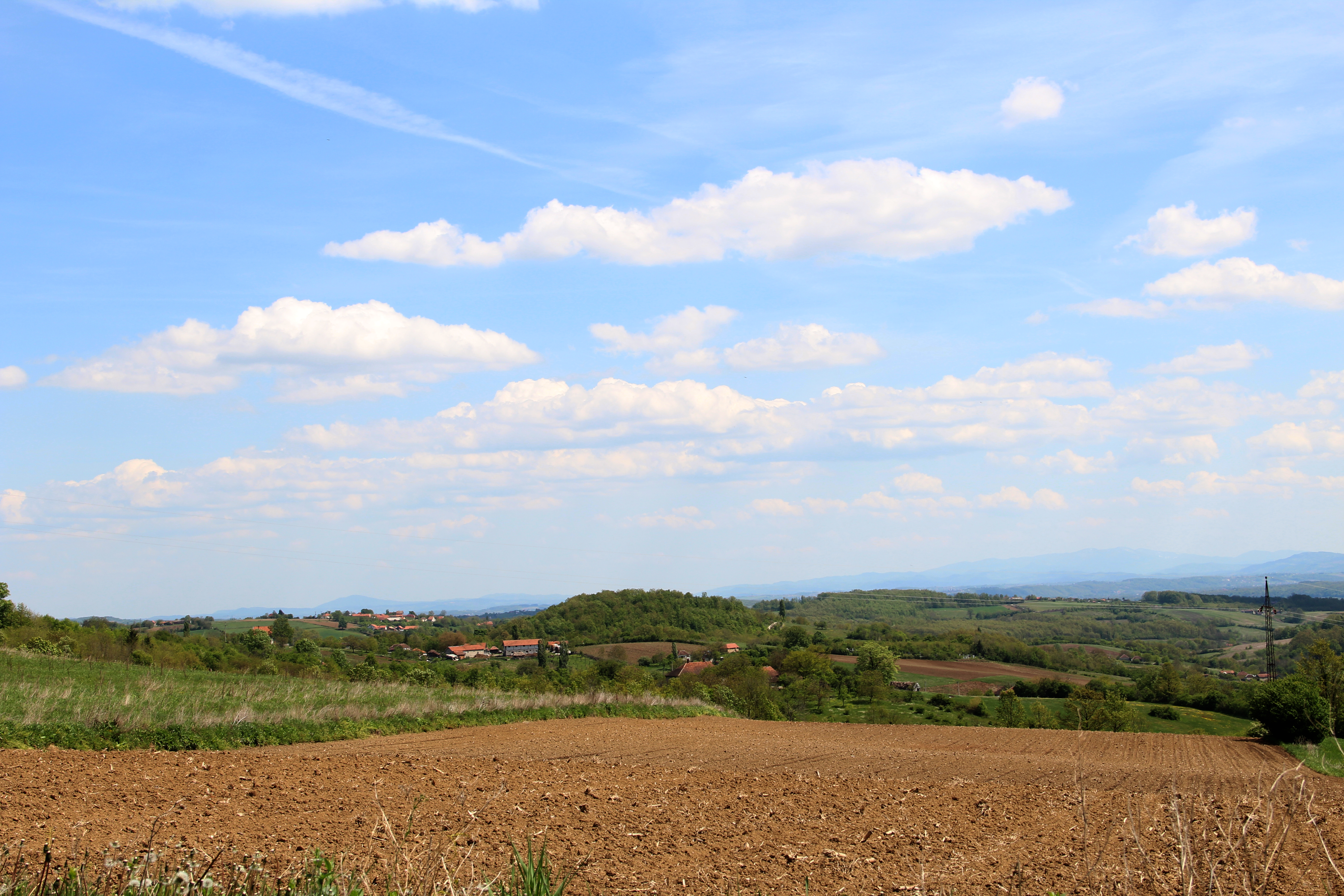
Zabrdica village - panorama
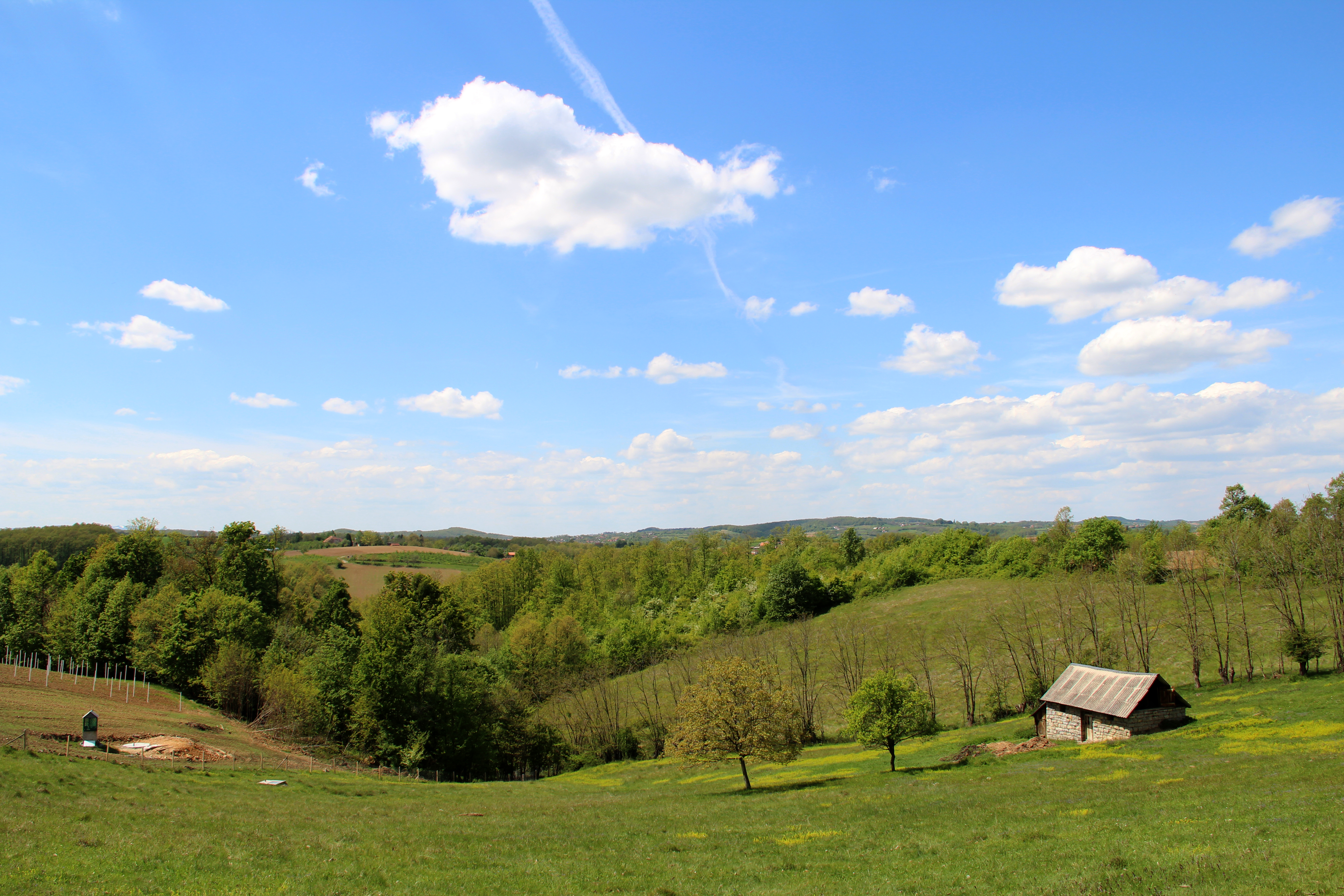
Zabrdica village - panorama
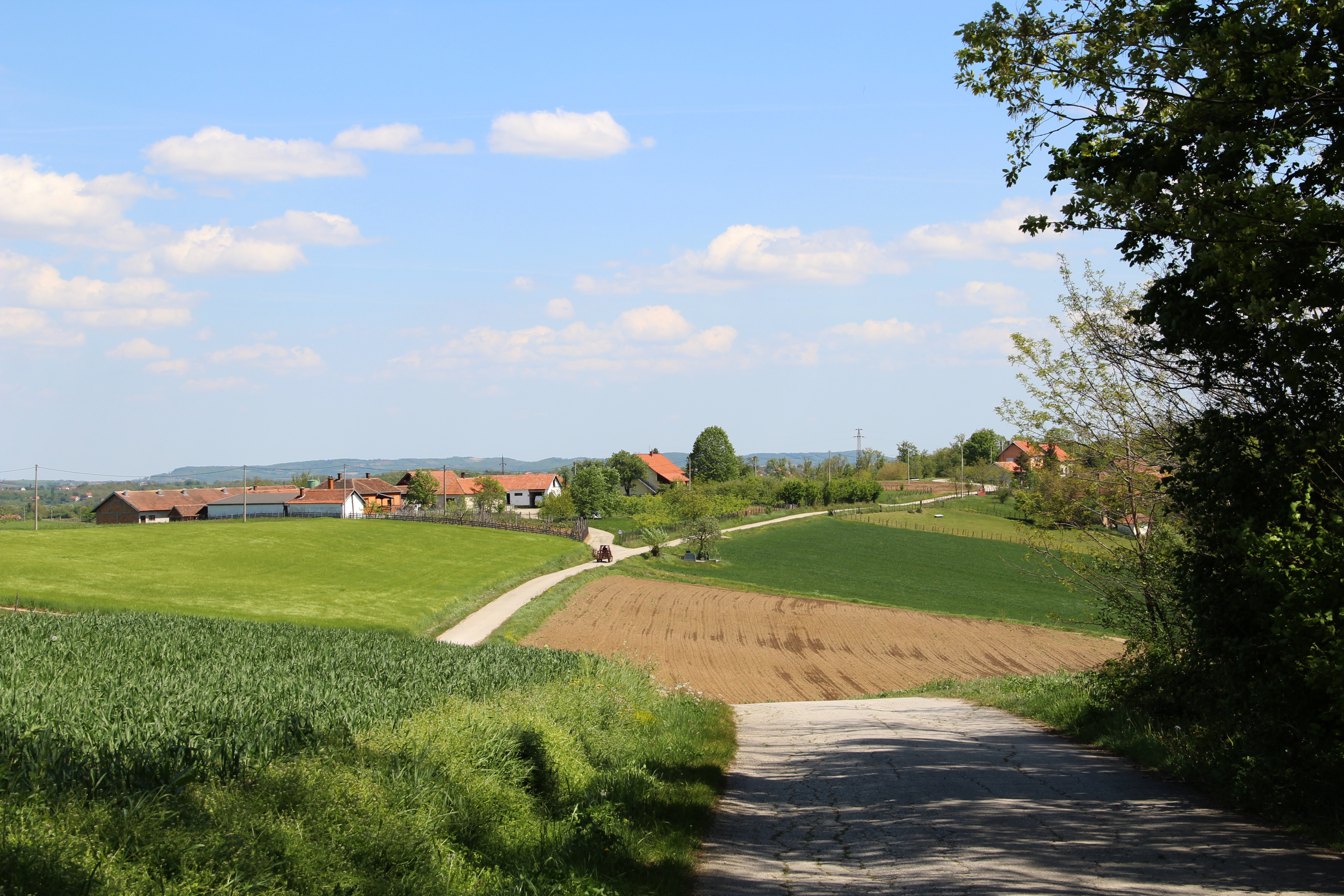
Zabrdica village - panorama
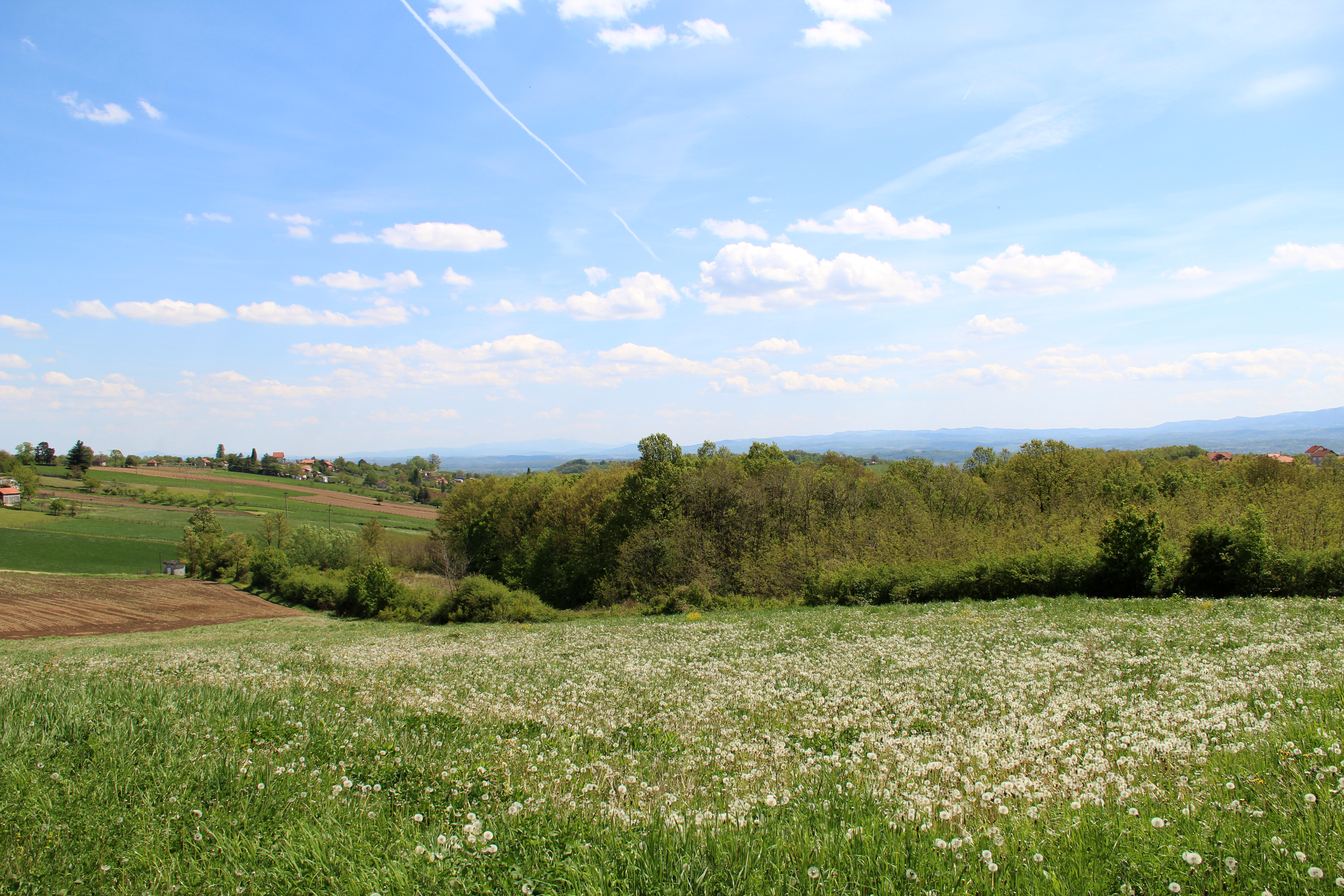
Zabrdica village - panorama
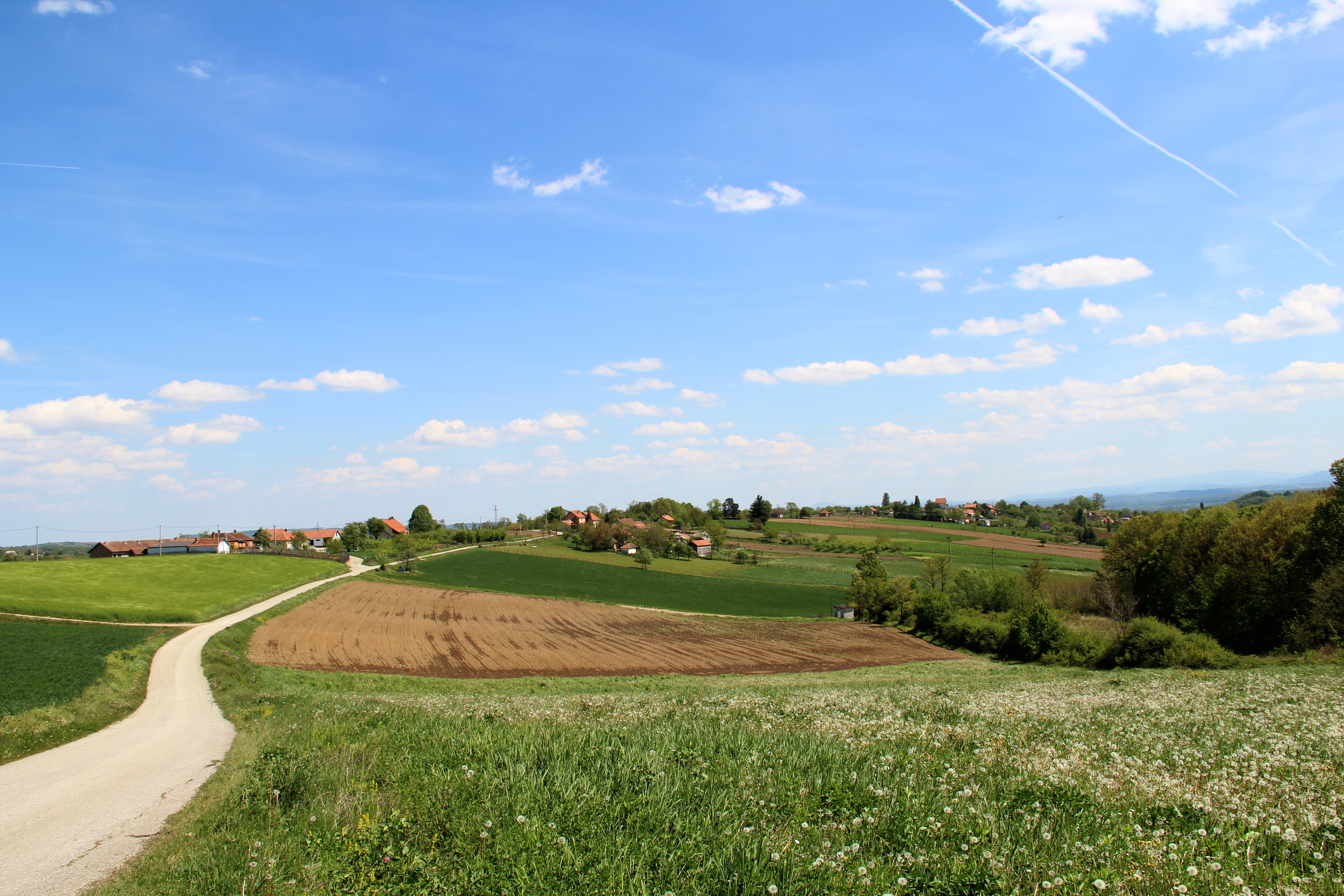
Zabrdica village - panorama
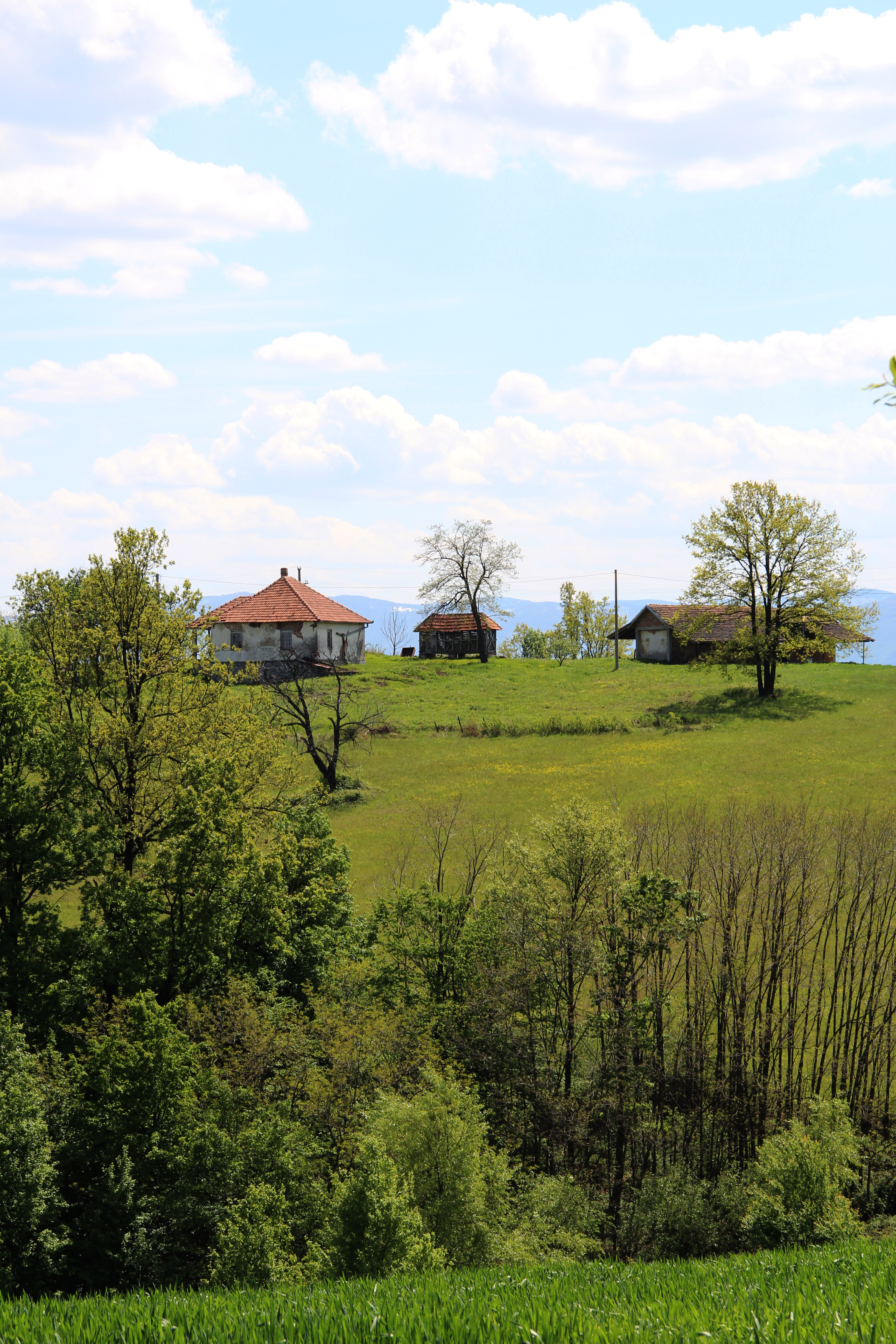
Zabrdica village - panorama